# Радослав Бечејац
Радослав Бечејац (Житиште, 21. децембар 1941) је бивши фудбалер Партизана, Олимпије из Љубљане и југословенски фудбалски репрезентативац.

## Клупска каријера

### Почеци
Бечејац је своју фудбалску каријеру почео као петнаестогодишњак у тадашњем друголигашу Пролетеру из Зрењанина. Прво у омладинској екипи а касније и у првој постави. Највише је играо на месту крилног халфа и полутке. За Пролетер је одиграо укупно 175 утакмица.

### Партизан
После Пролетера, каријеру је наставио у београдском Партизану. За Партизан је играо у периоду од 1963. па до 1967. године, и за то време је одиграо 208 утакмица и постигао је 61 гол.
Са Партизаном је освојио титулу шампиона Југославије у сезони 1964/65 и играо је у финалу Купа европских шампиона 1966. године у Бриселу против Реала из Мадрида. Партизан је ту утакмицу изгубио са резултатом 2:1.

### НК Олимпија и Санта Фе
После успеха са Партизаном Бечејац се сели у Љубљану, где се 1968. године прикључује Олимпији где остаје пуних шест сезона. За Олимпију је одиграо око 250 утакмица и пред крај каријере 1973. године одлази за Колумбију, где се прикључује екипи Санта Фе из Боготе. У Санта Феу остаје само једну сезону, одиграо је укупно шест утакмица и дао је један гол. После ове сезоне престаје са активним играњем.

## Репрезентативна каријера
Бечејац је прошао све репрезентативне селекције Југославије. За младу селекцију је одиграо три утакмице, за Б репрезентацију четири утакмице и постигао је један гол, а за сениорску репрезентацију је одиграо дванаест утакмица.
Деби за репрезентацију Бечејац је имао 9. маја 1965. на пријатељској утакмици на београдској Маракани пред 60.000 гледалаца против Енглеске. Резултат је био нерешен, 1:1. Једини гол је постигао његов клупски саиграч Владица Ковачевић.
Од репрезентације Бечејац се опростио 8. априла 1970. године, на пријатељској утакмици против Аустрије. Утакмица је одиграна у Сарајеву, пред 10.000 гледалаца. Крајњи резултат је био 1:1, а једини гол за Југославију је постигао Душан Бајевић.

## Куп шампиона са Партизаном
У сезони 1965/66. је са Партизаном је играо у финалу Купа европских шампиона, где је Партизан изгубио од Реал Мадрида са 2:1.
Партизан је на тој утакмици играо у следећем саставу:
- (1) Шошкић (голман), (2) Јусуфи, (3) Васовић, (4) Рашовић,(5) Михајловић, (6) Владица Ковачевић, (7) Бечејац, (8) Бајић, (9) Хасанагић, (10) Галић, (19) Пирмајер. Тренер је био Абдулах Гегић.

| 11. мај 1966. Финале Купа шампиона |             |             |                                                                                |
| Реал Мадрид                        | 2 : 1       | Партизан    | Град: Брисел Стадион Хејсел Судија: Рудолф Критлен (Немачка) Гледалаца: 55.000 |
| Амансио 70’ · Фернандо Серена 76’  | (Репортажа) | Васовић 55’ | Град: Брисел Стадион Хејсел Судија: Рудолф Критлен (Немачка) Гледалаца: 55.000 |

| · Реал Мадрид | · Партизан |

| ФК Реал Мадрид: |    |                           |
|                 |    |                           |
| ГО              | 1  | Хосе Аракистан            |
| ОД              | 2  | Пачин                     |
| ОД              | 3  | Педро де Фелипе           |
| ОД              | 4  | Игнацио Зоко              |
| ОД              | 5  | Мануел Санчис             |
| СР              | 6  | Пири                      |
| СР              | 7  | Мануел Веласкез           |
| СР              | 8  | Фернандо Серена           |
| НА              | 9  | Амансио Амаро             |
| НА              | 10 | Рамон Гросо               |
| НА              | 11 | Франсиско Генто (капитен) |
| Тренер:         |    |                           |
| Мигел Муњоз     |    |                           |

| ФК Партизан:  |    |                           |
|               |    |                           |
| ГО            | 1  | Милутин Шошкић            |
| ОД            | 2  | Фахрудин Јусуфи           |
| ОД            | 3  | Велибор Васовић (капитен) |
| ОД            | 4  | Бранко Рашовић            |
| ОД            | 5  | Љубомир Михајловић        |
| СР            | 6  | Владица Ковачевић         |
| СР            | 7  | Радослав Бечејац          |
| СР            | 8  | Мане Бајић                |
| НА            | 9  | Мустафа Хасанагић         |
| НА            | 10 | Милан Галић               |
| НА            | 11 | Јосип Пирмајер            |
| Тренер:       |    |                           |
| Абдулах Гегић |    |                           |

## Статистика каријере
Статистика са Партизановог сајта
| Такмичење                  | Број утакмица | Број голова |
| -------------------------- | ------------- | ----------- |
| Првенствене                | 93            | 21          |
| Интернационалне            | 28            | 5           |
| Пријатељске                | 61            | 31          |
| Куп Југославије            | 8             | 0           |
| Куп европских шампиона     | 11            | 1           |
| Турнир у Вијаређу, Италија | 3             | 2           |
| Куп Мухамед                | 2             | 1           |
| Куп ослобођења Београда    | 2             | 0           |
| Укупно                     | 208           | 61          |